# Ptochophyle kenricki
Ptochophyle kenricki là một loài bướm đêm trong họ Geometridae.